# Distrikt Toraya
Der Distrikt Toraya liegt in der Provinz Aymaraes in der Region Apurímac im zentralen Süden von Peru. Der Distrikt wurde am 15. Juli 1936 gegründet. Er besitzt eine Fläche von 169 km². Beim Zensus 2017 wurden 1347 Einwohner gezählt. Im Jahr 1993 lag die Einwohnerzahl bei 1494, im Jahr 2007 bei 1690. Die Distriktverwaltung befindet sich in der 3146 m hoch gelegenen Ortschaft Toraya mit 450 Einwohnern (Stand 2017). Toraya liegt 27 km nordnordwestlich der Provinzhauptstadt Chalhuanca.

## Geographische Lage
Der Distrikt Toraya liegt im Andenhochland am Westufer des Río Chalhuanca im Nordwesten der Provinz Aymaraes.
Der Distrikt Toraya grenzt im Südwesten an den Distrikt Capaya, im Westen an den Distrikt Tumay Huaraca (Provinz Andahuaylas), im Norden und im Nordosten an den Distrikt Colcabamba sowie im Südosten an den Distrikt Ihuayllo.